# Tetraulax albolateralis
Tetraulax albolateralis là một loài bọ cánh cứng trong họ Cerambycidae.